# SS 테라모 칼초
소치에타 스포르티바 테라모 칼초(이탈리아어: Società Sportiva Teramo Calcio S.r.l.)는 이탈리아 아브루초주 테라모에 연고를 두고 있는 이탈리아의 축구클럽이다. 현재는 세리에 C (그룹 C)에 소속되어 있다.

## 역사
S.S. 테라모 칼초는 1929년에 A.S. 테라모 (Associazione Sportiva Teramo)로 창단 되었으며 테르차 디비시오네로 처음 리그에 참가하였다. 창단 초기부터 1950년대말까지 1939년~1941년에 세리에 C에 참가한것을 제외하고 전부 당시의 5~8부리그에 머물렀다. 이후 1958년부터 2008년까지 50여년간 거의 대부분을 세리에 C, 세리에 D에서 보냈다.
2007-08년 시즌 세리에 C2 (그룹 B), 팀은 리그를 8위로 마쳤지만 시즌이 끝나고 구단이 파산 선고를 받으며 프로 리그에서 퇴출되었다. 그로 인해 구단명을 S.S.D. 레알 테라모(Società Sportiva Dilettantistica Real Teramo S.r.l.)로 바꾸고 재창단해 당시 7부 리그인 프로모치오네 아브루초주 지역 리그에서 참가해 곧바로 우승했으며 승격 후 연속으로 에첼렌차 아브루초주 지역 리그까지 우승하며 세리에 D로 승격하고 두 시즌 후 세리에 D (그룹 F)에서도 1위를 하며 레가 프로 세콘다 디비시오네로 승격하고 구단명을 현재의 S.S. 테라모 칼초(Società Sportiva Teramo Calcio S.r.l.)로 바꾼다.
S.S. 테라모 칼초는 레가 프로 세콘다 디비시오네에서의 첫 시즌만에 그룹 B에서 6위를 기록하며 승격 플레이오프에서 올랐지만 라퀼라 칼초 1927에 2경기를 연속으로 지며 탈락했지만 2013-14 시즌은 그룹 B에서 3위로 마무리하며 안전하게 레가 프로로 승격했다.
2014-15 시즌 레가 프로에 승격된 후에도 구단의 성공적인 행보는 멈추지 않았고 곧바로 승격 한 시즌 만에 레가 프로마저 우승하며 역사적인 레가 프로 우승컵과 88년의 구단 역사상 처음으로 세리에 B 승격을 가져오는 듯 싶었다.
하지만 2015년 여름, 이탈리아에서 세리에 B의 몇몇 구단들이 승부조작에 관여했다는 보도가 나왔고 이 사건에 S.S. 테라모 칼초 구단이 가담한 혐의가 밝혀지면서 30만 유로의 벌금과 함께 우승컵 박탈은 물론 레가 프로로 강등하는 처분을 받으며 한 순간에 몰락한다.

## 역대 감독
| 감독            | 임기        |
| --------------- | ----------- |
| 루이지 델네리   | 1990 ~ 1991 |
| 로베르토 프루초 | 1999 ~ 2000 |

틀:에첼렌차